# Francis Crozier
Francis Rawdon Moira Crozier (Banbridge, 16 agosto 1796
 – Isola di Re Guglielmo, dopo il 25 aprile 1848 o dopo il 1852) è stato un navigatore ed esploratore irlandese.

## Biografia
Originario dell'Irlanda del Nord, prese parte a sei spedizioni nell'Artico e nell'Antartico. 
Fu comandante in seconda e capitano della Terror durante la spedizione britannica che nel 1845, guidata dal comandante sir John Franklin, partì dall'Inghilterra alla ricerca del passaggio a nord-ovest. 
La missione fallì. Le due navi che facevano parte della spedizione, l'Erebus e la Terror, rimasero bloccate tra i ghiacci e furono viste per l'ultima volta da una baleniera il 26 luglio del 1845 nella baia di Baffin, dopodiché scomparvero con tutto il loro equipaggio.
L'ultimo messaggio firmato da lui è datato 25 aprile 1848: vi si legge che l'11 giugno 1847 (quasi 11 mesi prima) era perito il capitano della spedizione John Franklin e 2 settimane dopo lo stesso Crozier era divenuto capo della spedizione. Vi si legge inoltre che il giorno dopo la datazione del messaggio (il 26 aprile 1848) i superstiti sarebbero partiti verso il fiume Back dopo aver abbandonato la Terror il 22 aprile.
Alcune testimonianze di Inuit hanno detto di aver avvistato il capitano Francis Crozier insieme ad un altro membro dell'equipaggio tra il 1852 e il 1858 nella zona di Baker Lake. Effettivamente, poco meno di un secolo dopo, sul luogo del presunto avvistamento è stato ritrovato un oggetto appartenente all'equipaggio di Crozier e Franklin. Crozier potrebbe essere stato uno degli ultimissimi uomini della spedizione a perire. 
Tuttora la fine della vita del capitano Francis Crozier e dei suoi uomini è avvolta nel mistero.

## Crozier nella letteratura

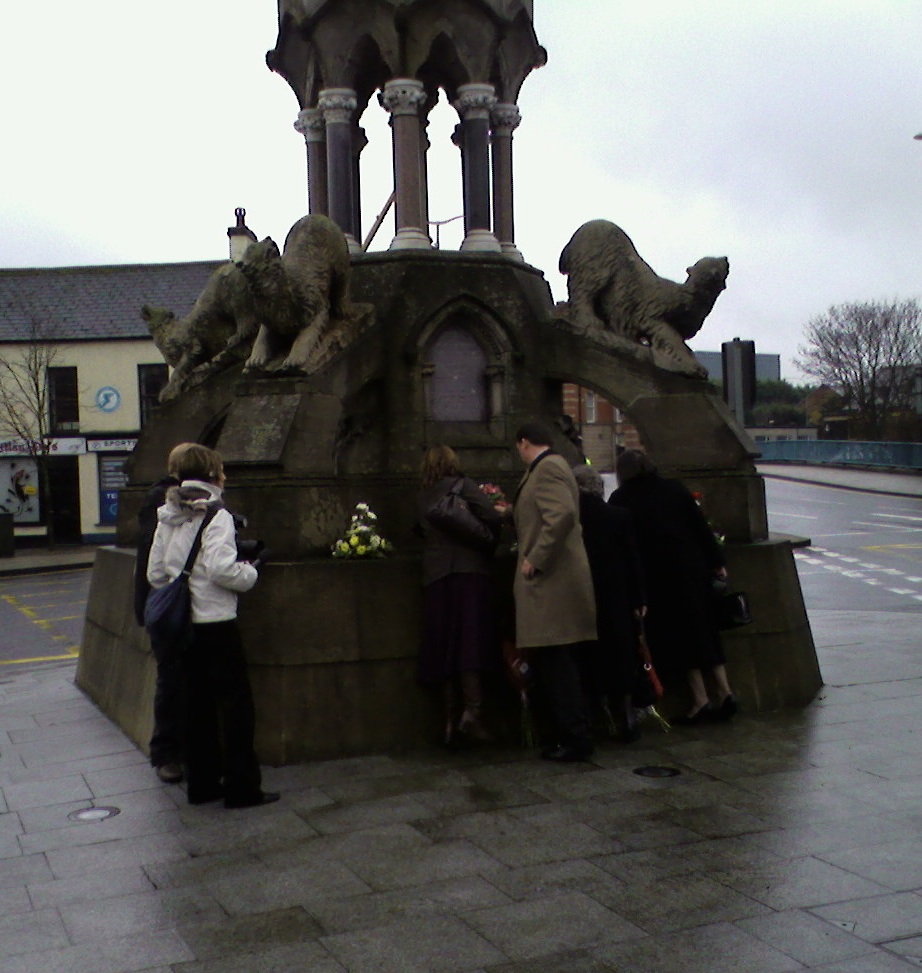
Monumento a Crozier a Banbridge

Il capitano Crozier è protagonista del romanzo del 2007 La scomparsa dell'Erebus, scritto da Dan Simmons, che immagina quale avrebbe potuto essere, in concreto, la sorte della spedizione scomparsa, in un racconto dai contenuti soprannaturali e horror. Dal romanzo è stata tratta la serie televisiva The Terror, in cui Crozier è interpretato dall'attore Jared Harris.